# Nokia N82
Nokia N82 este produs de compania finalndeză Nokia.În colțul din stânga sus al Nokia N82 este senzorul de lumina ambientală în timp ce camera pentru apeluri video este plasat ușor la dreapta sa. 
Nokia N82 este echipat cu un 2.4 "TFT LCD cu rezolutie QVGA, este de natură să demonstreze până la 16 milioane de culori,
Nokia N82 ruleaza pe Symbian 9.2 OS cu interfața Seria 60 a treia Ediție.

## Caracteristici

### Conectivitate
- GPS
- Wi-Fi b/g cu UPnP
- Bluetooth 2.0 cu A2DP
- EDGE
- 3G
- Micro-USB 2.0

### Multimedia și Ecran
- Camera foto de 5 megapixeli
- Ecran de 2.4 inchi TFT
- Radio FM Stereo
- Suport fișiere audio: MP3/AAC/AAC+/eAAC+/WMA

### Memorie
- Procesor ARM 11 332 Mhz
- Memorie internă: 100 MB
- SDRAM: 128 MB
- NAND: 256 MB
- Slot Card MicroSD cu suport până la 8 GB, card inclus de 2 GB